# Patina Miller
Patina Renea Miller (Pageland, 6 de novembro de 1984) é uma triple threat (atriz, cantora e dançarina) norte-americana, com a carreira voltada para os palcos e para o teatro musical mas também com incursões no cinema e na televisão. Em 2013, foi premiada com o Tony Award de melhor atriz por seu trabalho na remontagem do clássico musical da Broadway, Pippin.

## Carreira
Nascida e criada numa pequena cidade da Carolina do Sul, num lar de mãe solteira, foi introduzida à música desde a infância e cantava num coral gospel na igreja local. Em 2006 formou-se em teatro musical pela Carnegie Mellon University, que conseguiu cursar por receber uma bolsa de estudos integral. Um ano antes, ainda na faculdade, ela foi uma das três finalistas selecionadas para o papel de "Effie White" em Dreamgirls, que deu a Jennifer Hudson o oscar de melhor atriz coadjuvante. Em 2007, ela estreou na televisão, atuando em trinta capítulos da série All My Children. Em 2008, participou do elenco do musical Romantic Poetry e integrou a montagem pública de Hair no Central Park, feita pela diretora Diane Paulus, que depois estrearia na Broadway com grande sucesso mas sem a participação de Miller que preferiu ir para Londres tentar a sorte de conseguir um papel principal no teatro.
Em Londres, conseguiu o papel principal no musical Sister Act – baseado no filme do mesmo nome de 1992 – "Delores Van Cartier", vivido no cinema por Whoopi Goldberg, e pelo qual foi elogiada por sua performance e nomeada para o Laurence Olivier Award como melhor atriz em musical. Permaneceu no espetáculo até seu encerramento em outubro de 2010 e voltou para Nova York, onde assumiu o mesmo papel na montagem da Broadway, na qual fez sua estreia. Pela sua atuação, Patina recebeu o Theatre World Award, e foi indicada para o Tony, o Drama Desk Award e Outer Critics Circle Award.
Convidada por Diane Paulus, com quem já havia trabalhado em Hair em 2008, Patina então aceitou o maior desafio da carreira, o papel de "Líder da Trupe/Mestre de Cerimônias", criado e consagrado 40 anos antes pelo ator Ben Vereen, na remontagem de Pippin, depois de convencida da ideia de Paulus de que o novo intérprete da personagem deveria ser uma mulher. Ela fez o papel junto com a American Repertory Theater, a companhia de Boston ligada à Universidade de Harvard da qual Paulus é a diretora artística, e depois estrelou também a peça na montagem na Broadway, que estreou em março de 2013; pelo papel ela recebeu o maior prêmio do teatro americano, o Tony Award de melhor atriz em musical.
Depois de deixar o elenco de Pippin em busca de novos projetos, em 2014 estreou no cinema no filme Jogos Vorazes: A Esperança - Parte 1 e filmou também a segunda parte, lançada em 2015.